# Карта на Карно
Карта на Карно е графичен метод за изобразяване на булеви изрази.
Този метод, може да изобразява булеви числа и изрази от различна разрядност.

## История
Този метод е изобретен през 1953 година от американския учен Маурис Карно в Лабораториите на Бел.
1. ↑   facstaff.bucknell.edu, архив на оригинала от 19 октомври 2016, https://web.archive.org/web/20161019214858/http://www.facstaff.bucknell.edu/mastascu/eLessonsHtml/Logic/Logic3.html, посетен на 20 октомври 2016
2. ↑  www.cs.tcd.ie[неработеща препратка]